# Charles Machon

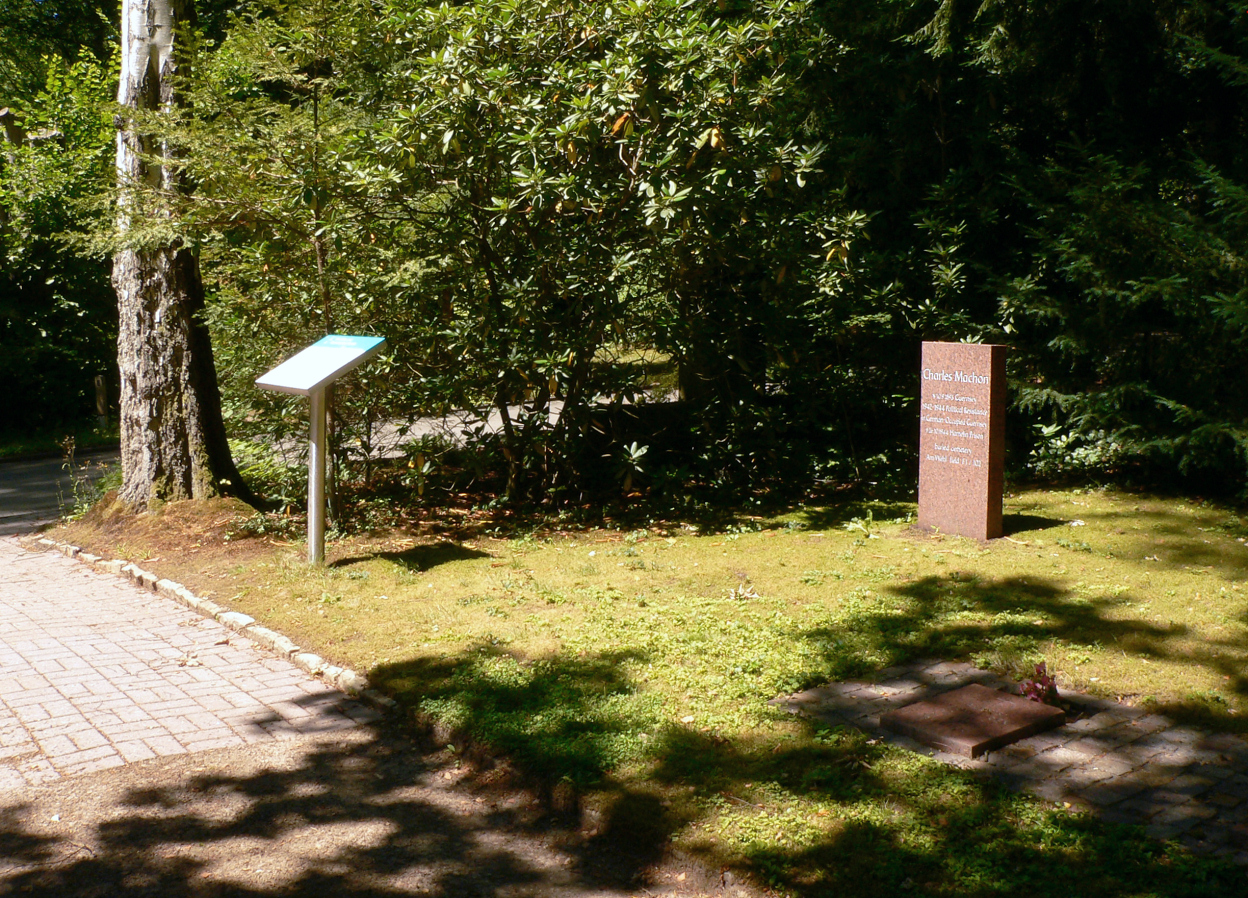
Grabstein auf dem Friedhof Wehl, Hameln

Charles Machon (* 10. September 1893 in Saint Peter Port auf Guernsey; † 26. Oktober 1944 in Hameln) war ein britischer Schriftsetzer und Widerstandskämpfer.

## Leben
Während der deutschen Besatzungszeit auf den Kanalinseln ab 1940 war Charles Machon Schriftsetzer bei der Zeitung Guernsey Star and Gazette Ltd. 1942 beschlagnahmte die deutsche Besatzungsmacht alle Radios der Inselbewohner und verbot deren Besitz und Benutzung, um das Hören des britischen Rundfunks zu unterbinden.

### Widerstandstätigkeit
Das Radioverbot war für Charles Machon der Anlass, die Untergrund-Nachrichtenagentur „Guernsey Underground News Service“ (GUNS) zu gründen, der acht Personen angehörten. Sie hörten auf einem illegalen Radio die Abendnachrichten der BBC und tippten den Inhalt mit einer Schreibmaschine ab, wobei mittels Durchschreibepapier jeweils acht Kopien entstanden. Insgesamt fertigte die Gruppe täglich bis zu 300 Hefte eines geheimen Nachrichtenblatts mit dem Titel „GUNS“ an und verteilte sie an die Bewohner auf Guernsey. Von 1942 bis 1944 verlief die Verbreitung auf Guernsey erfolgreich. Anfang 1944 informierte ein Denunziant die örtliche Polizei, die die Geheime Feldpolizei über auffällige Aktivitäten im Haus von Charles Machon unterrichtete. Bei seiner Festnahme wurden die Schreibmaschine und zahlreiche Ausgaben der Schrift „GUNS“ gefunden.

### Haft

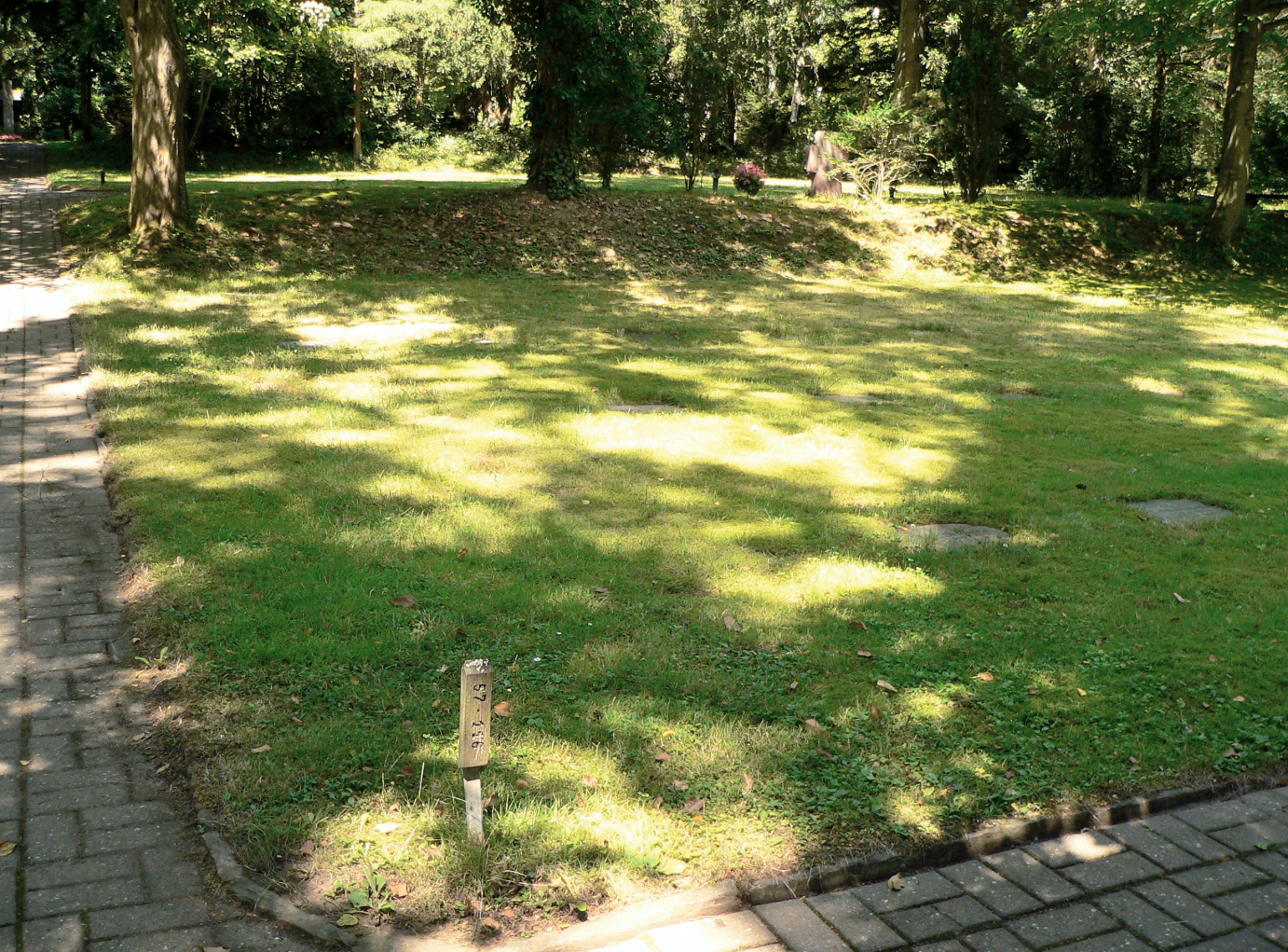
Eingeebnete Beisetzungsfläche, auf der das Grab von Charles Machon liegt

Nach wochenlangen Verhören und der Drohung, seine Mutter ebenfalls zu inhaftieren, gestand Machon die Verbreitung der Schrift. Dies führte zur Verhaftung weiterer Personen und zur Anklage wegen Herstellung und Verbreitung von Flugschriften gegen fünf Personen. Ein deutsches Militärgericht verurteilte Machon dafür zu zwei Jahren Zuchthaus. Als Kopf der Gruppe wurde er härter bestraft als die übrigen Gruppenmitglieder. Im April 1944  deportierte man ihn zur Zwangsarbeit nach Deutschland. Er kam zunächst in das Zuchthaus Rheinbach und wurde wegen der Annäherung von alliierten Truppen wenige Monate später in das Zuchthaus Hameln verlegt. Nach einem Monat Aufenthalt verstarb er dort durch den Mangel an ärztlicher Versorgung. Er wurde auf dem städtischen Friedhof Am Wehl in Hameln bestattet.

## Gedenken
Nach dem Zweiten Weltkrieg wurden die acht Angehörigen der Untergrund-Nachrichtenagentur als „Guernsey Eight“ bezeichnet.

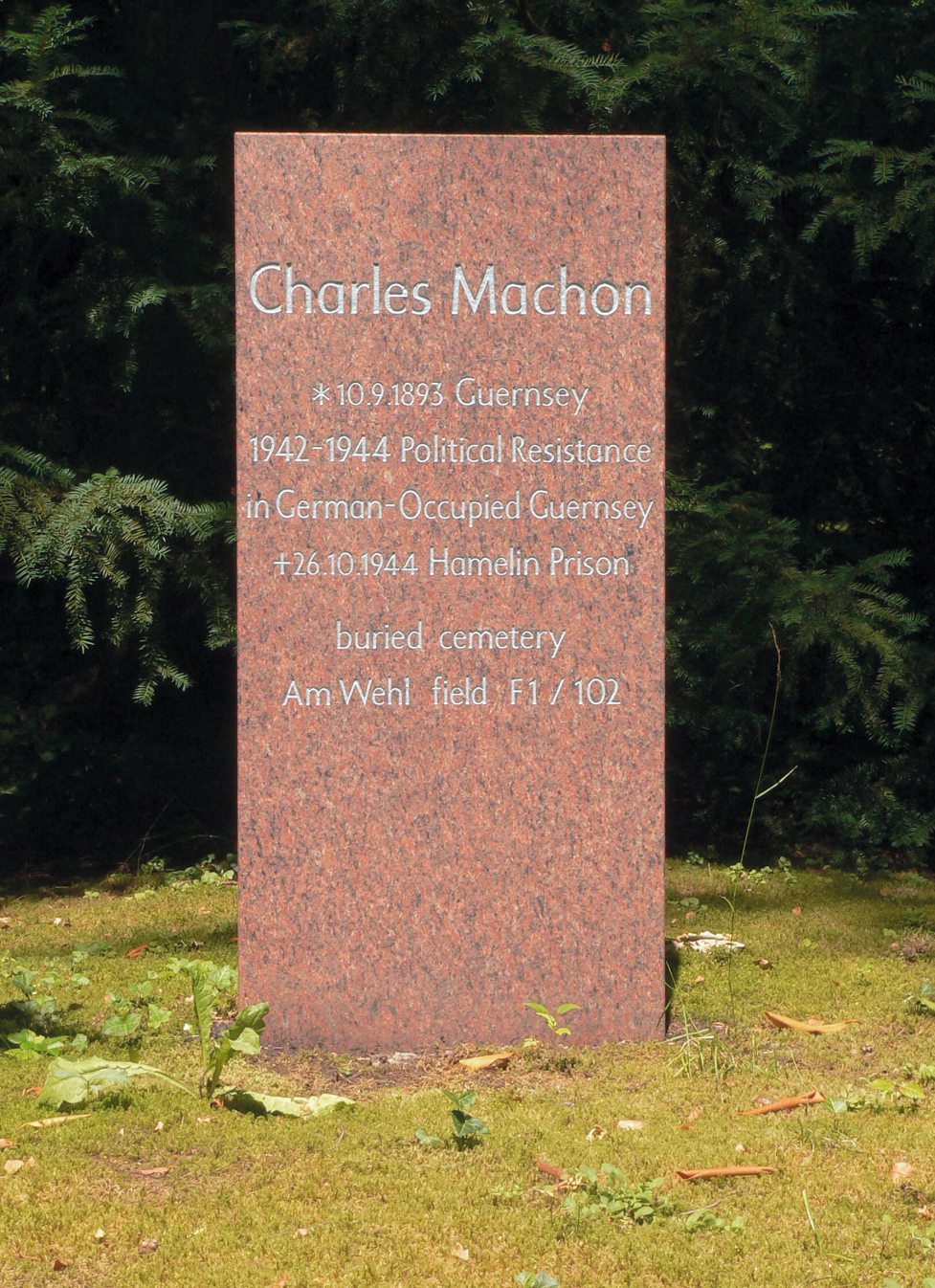
Der im Jahr 2017 aufgestellte Grabstein für Charles Machon auf dem Friedhof Wehl

Im Jahr 1973, nach Ablauf der Ruhezeit des Grabes von Charles Machon in Hameln, wurde die oberirdische Grabmarkierung beseitigt, die Bestattung aber beibehalten. Nach dem Gesetz über die Erhaltung der Gräber der Opfer von Krieg und Gewaltherrschaft hätte die Markierung erhalten bleiben müssen.
Das Schicksal von Charles Machon nach seiner Deportation von Guernsey war seiner Familie über Jahrzehnte nicht bekannt. In Zusammenarbeit mit der Archäologin Gilly Carr von der Cambridge University, die nach dem Schicksal der von Guernsey deportierten Personen forscht, gelang es dem Verein für regionale Kultur- und Zeitgeschichte Hameln erst Ende 2016, den Weg von Charles Machon bis nach Hameln zu rekonstruieren. Sein Enkel bat im Jahr 2017 den Hamelner Oberbürgermeister Claudio Griese, das Grab seines Großvaters wieder herzurichten. Noch 2017 wurde auf Kosten der Stadt Hameln und des Vereins für regionale Kultur- und Zeitgeschichte Hameln nahe der ursprünglichen Grabstelle ein neuer Grabstein für Charles Machon aufgestellt. Die feierliche Einweihung des Grabsteins in Gegenwart des Enkels von Charles Machon erfolgte im Jahr 2018.